# Associated Press
Associated Press (AP) er verdens største nyhedsbureau, ejet af en række amerikanske og internationale medier. Udover selve ejerkredsen har AP en række abonnenter, der modtager bureauets nyheder. Bureauet omsatte i 2011 for 627,6 mio. USD og beskæftigede 3.400 fastansatte medarbejdere, hvortil kommer en række freelancere og stringere.
Siden det konkurrerende bureau United Press International kollapsede i 1993, har AP været det eneste større internationale nyhedsbureau med base i USA. De to væsentligste konkurrenter er i dag det London-baserede Reuters og franske Agence France-Presse (AFP).
Bureauet arbejder ud fra en "just-the-facts"-skrivestil, så hver enkelt abonnent kan tilpasse artiklen efter behov.